# Muirgel
Muirgel est une héroïne irlandaise qui a aidé son pays à se débarrasser d'un envahisseur viking en tuant un de leurs chefs en l'an 882.

## Biographie
Muirgel naît d'un chef du Nord de l'Irlande, Maelechlainn. D'après le Chronicon Scotorum, elle tue le fils d'Ausli avec l'aide d'Otir, fils d'Eirgni. Le fils d'Ausli est un chef d'un clan important de l'ennemi juré des irlandais, le peuple viking.

## Postérité
Le romancier Joseph Murphy présente une histoire alternative où elle épouse Iamkne pour créer une alliance entre deux peuples dans ses romans The Mystery of the Angels et Bloody Sunday: The Story of the 1920 Irish Rebellion.
Elle est représentée sur l'installation artistique The Dinner Party.